# Takashi Asahina

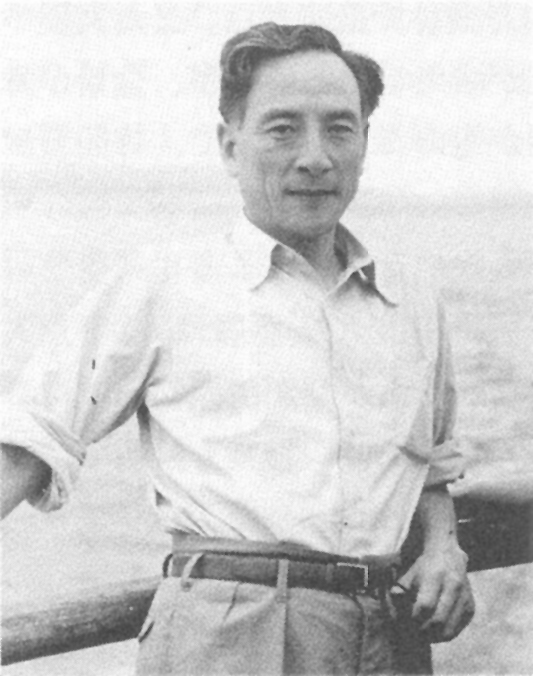
Takashi Asahina (1949)

Takashi Asahina (japanisch 朝比奈 隆, Asahina Takashi; * 9. Juli 1908 in Ushigome, Stadt Tokio (heute: Shinjuku, Tokio), Japan; † 29. Dezember 2001 in Kōbe) war ein japanischer Dirigent. 

## Leben
Asahina gründete 1947 das Kansai Symphonic Orchestra (seit 1960 Philharmonie-Orchester Osaka) und leitete es als Chefdirigent bis zu seinem Tode. Seinen ersten internationalen Auftritt als Dirigent hatte er 1956 mit den Berliner Philharmonikern. Nach einem Treffen mit Wilhelm Furtwängler in den 1950er Jahren entwickelte er eine lebenslange Nähe zur Musik von Anton Bruckner, dessen komplette Sinfonien er mehrmals aufnahm. Für viele Jahre arbeitete er mit dem NDR Sinfonieorchester in Hamburg zusammen. In seinen letzten Lebensjahren hatte er mehrere Auftritte mit dem Chicago Symphony Orchestra.
Er erhielt 1976 den Preis der Japanischen Akademie der Künste und 1978 den Asahi-Preis für seine Verdienste rund um die Sinfonie. 1989 wurde er als Person mit besonderen kulturellen Verdiensten geehrt, 1994 wurde er mit dem Kulturorden ausgezeichnet. Der Asteroid (5230) Asahina wurde nach ihm benannt.